# AngelWoche
Die AngelWoche ist eine deutschsprachige, im Hamburger Jahr Media-Verlag vierzehntäglich erscheinende Zeitschrift für Angler und Fischer. Chefredakteur der Zeitschrift ist Frank Schlichting. Die verkaufte Auflage beträgt nach Verlagsangaben knapp 22.000 Exemplare.

## Konzept
Die Zeitschrift informiert über Angeltechniken, Neuerungen auf dem Ausrüstungsmarkt und bietet in ihrem Serviceteil Adressen von Angelvereinen und Urlaubsmöglichkeiten sowie Kleinanzeigen. Kurze, bebilderte Artikel sollen das Thema unterhaltsam gestalten. Es werden in jeder Ausgabe aktuelle Fangbilder abgedruckt, die zum Teil von Nutzern der Webseite hochgeladen wurden und außerdem aus dem verlagseigenen Angelwettbewerb „AngelMasters“ stammen.
Alte Ausgaben sind kostenpflichtig rückwirkend bis Ausgabe 01/2015 digital nachbestellbar.

## Sonstiges
2008 rügte der Deutsche Presserat die Zeitschrift wegen Verstoßes gegen den Pressekodex. Sie habe gegen das Gebot der Trennung zwischen redaktionellem Teil und Anzeigen verstoßen, indem sie Berichte über einen Angelbedarf-Hersteller veröffentlichte, zwischen denen Anzeigen standen.